# 徐南
徐南（1459年—？），字明仲，直隶松江府上海人，民籍，明朝政治人物。

## 生平
應天府鄉試第四十四名舉人。弘治十二年（1499年）中式己未科會試第二百四十八名，三甲第十一名進士。

## 家族
曾祖徐文昌；祖徐峄；父徐纯，听选官。母黄氏。慈侍下。弟直、古。